# NGC 2207
La galàxia més gran de la imatge de la dreta és NGC 2207 i la més petita a és IC 2163. Fortes forces de marea d'NGC 2207 han distorsionat la forma llançant als estels i gas en llargues cintes d'estirament de cent mil anys llum cap a la vora dreta de la imatge
NGC 2207 i IC 2163 són un parell de galàxies espirals interactuant al voltant de 80 milions d'anys llum de distància en la constel·lació de Canis Major. Ambdues galàxies van ser descobertes per John Herschel en 1835. Fins al moment tres supernoves han estat observats en NGC 2207 (SN 1975a, SN 1999ec i SN 2003h).

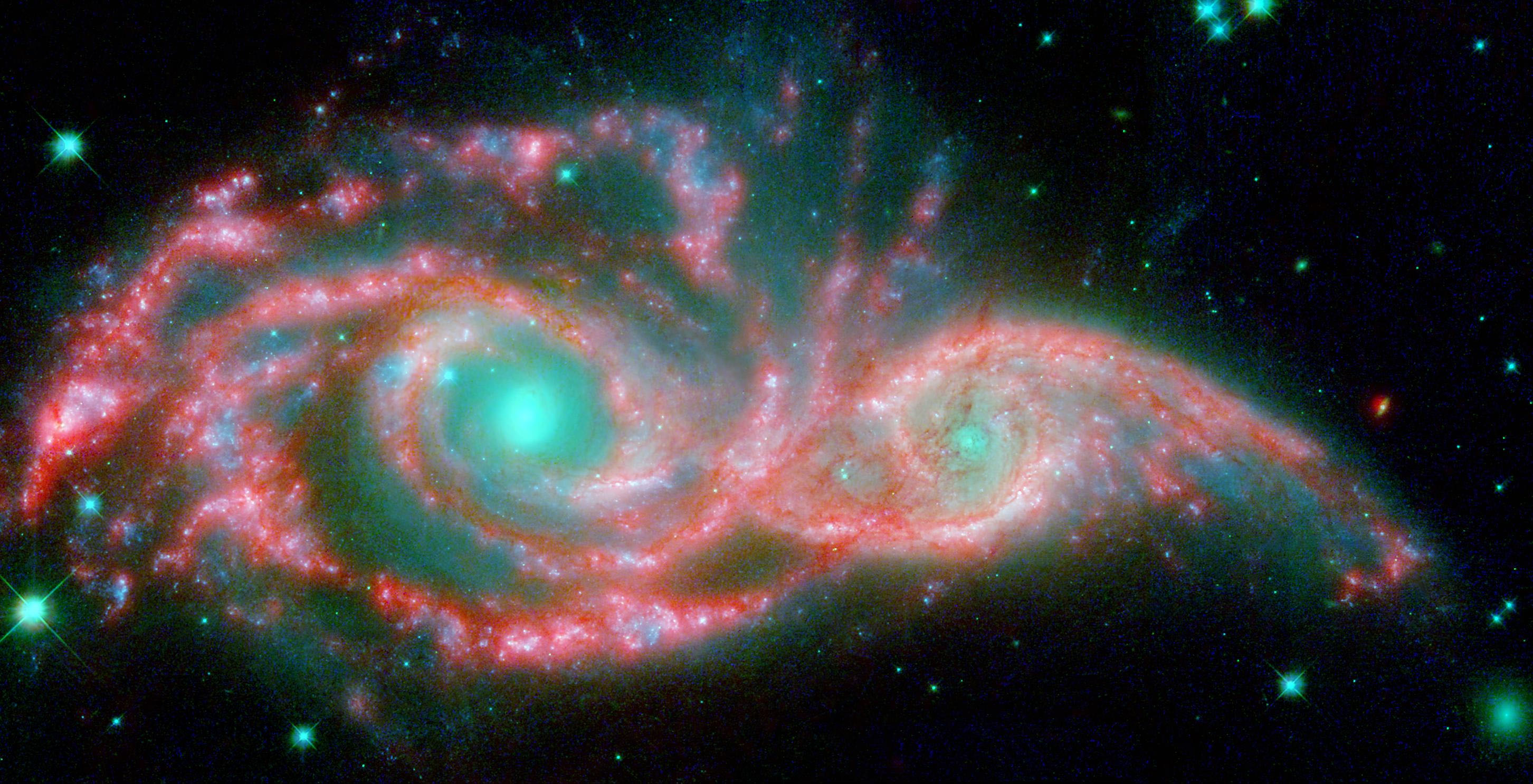
Imatge en infrarrojos de l'Spitzer de NGC 2207 i IC 2163.
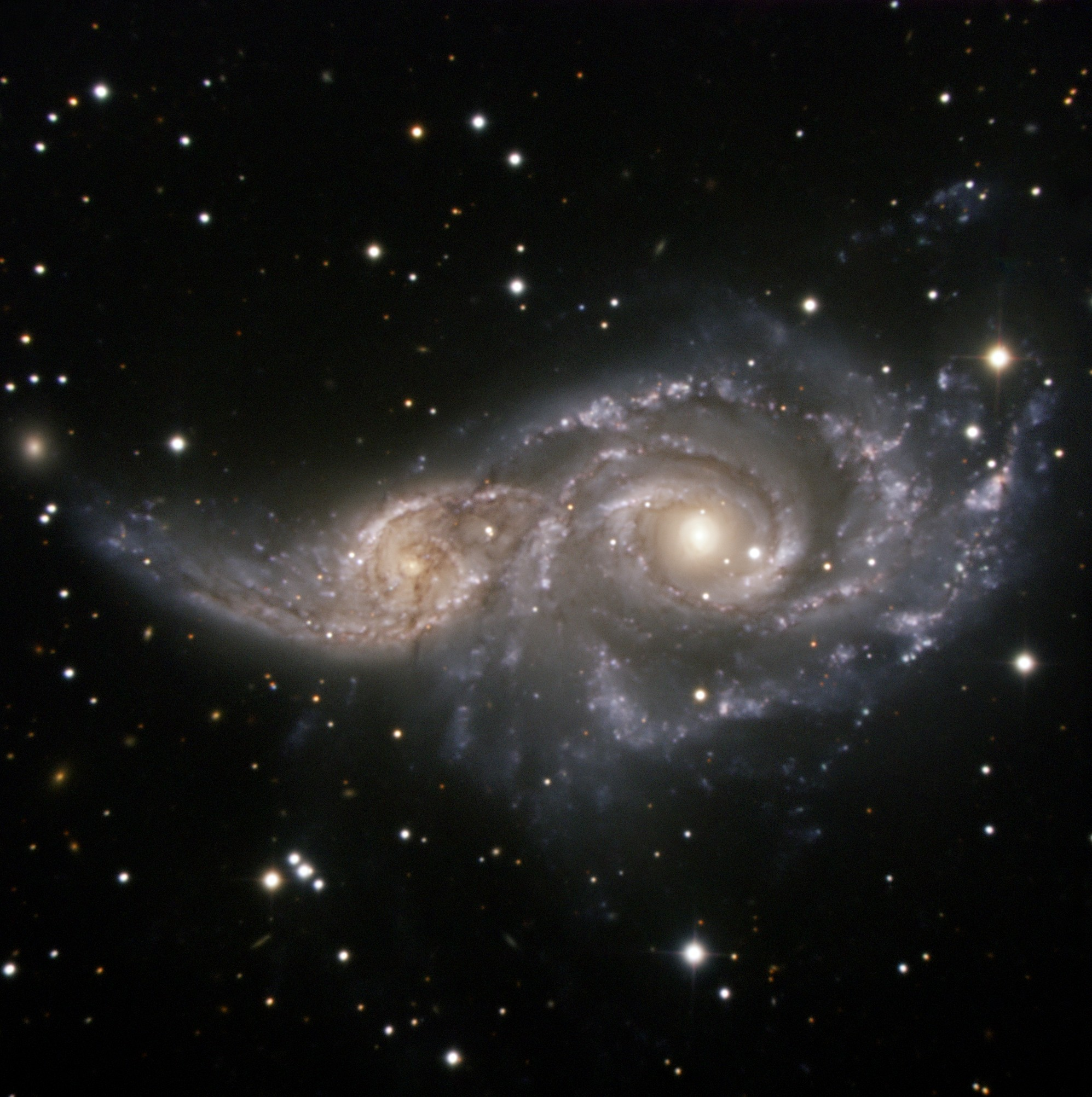
Imatge de l'Observatori Europeu Austral (ESO) de NGC 2207 i IC 2163.

El novembre de 1999, el Telescopi Espacial Hubble va observar aquestes galàxies. A l'abril de 2006, el Telescopi espacial Spitzer també ho va fer.